# Zenia Stampe

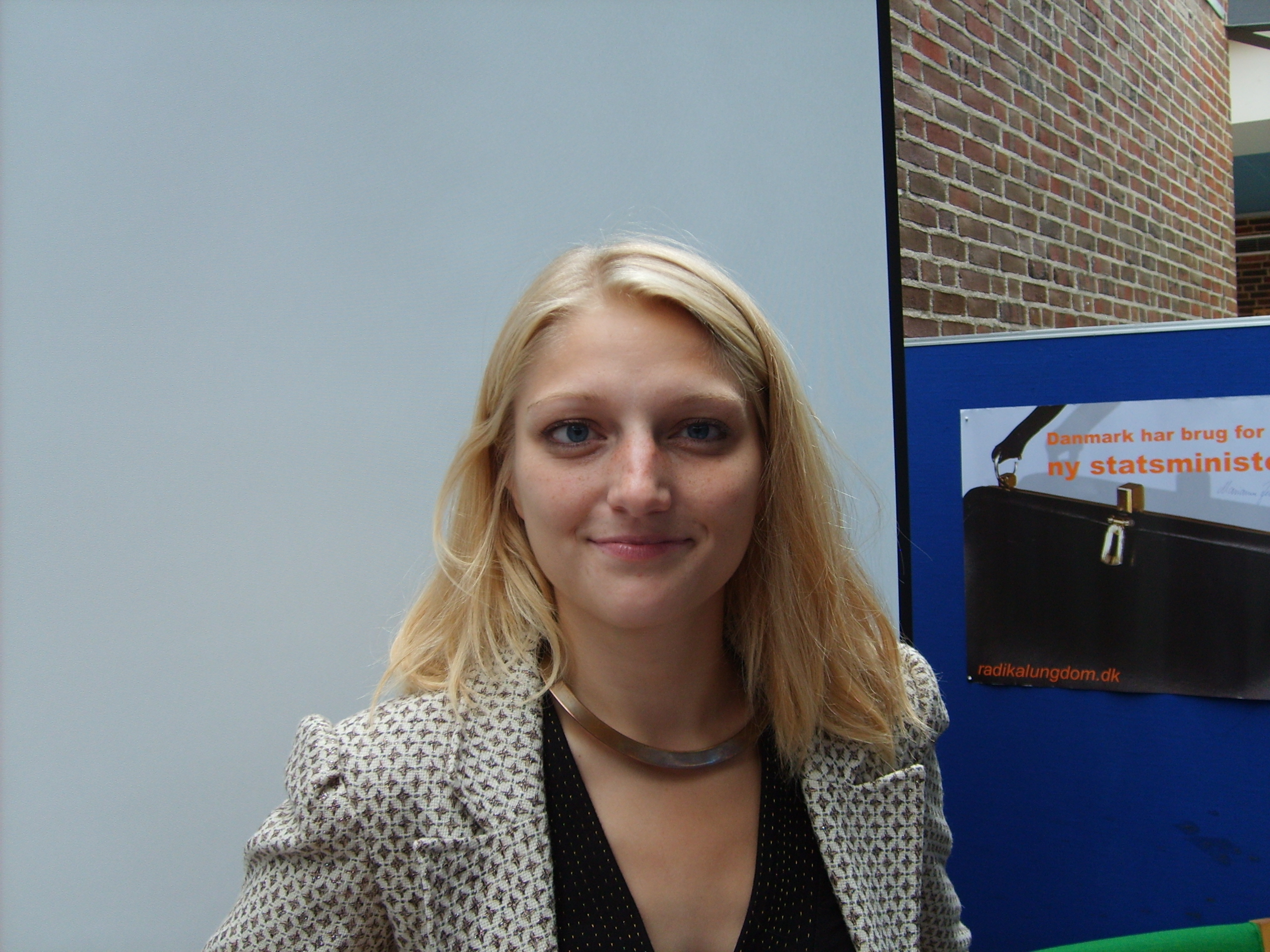
Stampe 2007

Zenia Stampe (* 30. März 1979 in Roskilde) ist eine dänische Politikerin der linksliberalen Partei Radikale Venstre.

## Leben und Wirken
Stampe ist in Roskilde geboren und aufgewachsen. Ihr Vater, der Dänischlehrer Birger Heide Hansen, ist als Jugendlicher aus Deutschland nach Dänemark ausgewandert. Ihre Mutter Susanne Stampe ist Kinderpsychologin. Von 1996 bis 1997 verbrachte Stampe als Austauschschülerin ein Jahr in der Schweiz, wo sie sich in der Sozialdemokratischen Partei der Schweiz engagierte. 1999 machte Stampe ihr Abitur am Amtsgymnasiet Roskilde. 2008 erwarb sie einen Abschluss in Politikwissenschaft (cand.scient.pol.) an der Universität Kopenhagen.
Stampe ist mit dem Theaterregisseur Martin Lyngbo verheiratet. Das Paar hat zwei gemeinsame Kinder.
1998 wurde Stampe Mitglied in der Jugendorganisation der Radikale Venstre, Radikal Ungdom, deren Vorsitzende sie von 2003 bis 2006 war. 2008 wurde sie zur stellvertretenden Vorsitzenden der Radikale Venstre gewählt. Stampe ist seit 2011 Mitglied des Folketing und innerhalb der Fraktion der Radikale Venstre zuständig für die Bereiche Außenpolitik, Verteidigungspolitik, Medien und Demokratie.
Stampe ist Antimonarchistin und engagiert sich sehr aktiv für eine Abschaffung der dänischen Monarchie.
Stampe verfasst regelmäßig Debattenbeiträge für die Tageszeitungen Politiken und Berlingske Tidende.